# Denshaw
Denshaw – wieś w Anglii, w hrabstwie ceremonialnym Wielki Manchester, w dystrykcie metropolitalnym Oldham. Leży 19 km na północny wschód od centrum miasta Manchester. Miejscowość liczy 500 mieszkańców.